# Conservatori Municipal de Música de Barcelona

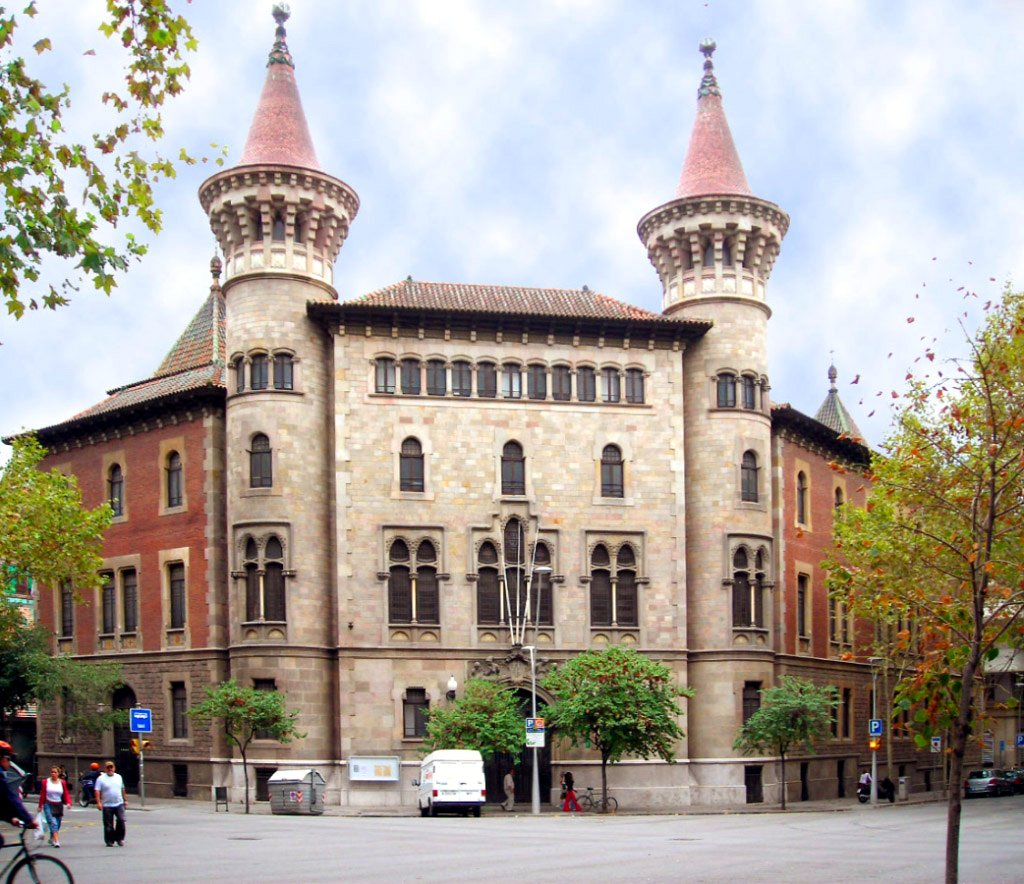
Das Conservatori Municipal de Música de Barcelona

Das Conservatori Municipal de Música de Barcelona, das Städtische Konservatorium für Musik von Barcelona, ist eine öffentliche Ausbildungsstätte für Musik, die im Jahr 1886 von der Stadt Barcelona unter dem Namen Escola Municipal de Música de Barcelona eingerichtet wurde. Der Zweck bestand darin, Unterricht in Solfège und für Musikinstrumente anzubieten. Das Konservatorium stellt sich der Aufgabe, den Bürgern eine Möglichkeit der Partizipation im Bereich der aktiven Musikgestaltung zu ermöglichen.

## Geschichte
Die Schule wurde 1886 zunächst in der Carrer Lledó angesiedelt. Wegen größeren Platzbedarfes zog sie 1896 in das Castell dels Tres Dragons (Kastell der drei Drachen) im Parc de la Ciutadella um. Im Juli 1928 wurde die Schule schließlich an ihrem heutigen Platz, der Kreuzung von Carrer Bruc, 110–112 und Carrer València etabliert. Das Gebäude wurde von dem Architekten Antoni de Falguera im modernistischen Stil errichtet.
Die Musikschule war in den ersten zehn Jahren mit der Banda Municipal de Barcelona, der Musikkapelle der Stadt Barcelona verbunden. Zum ersten Direktor der Musikschule und des Korps hatte der Stadtrat 1886 Josep Rodoreda ernannt. Das Musikkorps erhoffte sich, seinen musikalischen Nachwuchs in der Musikschule ausbilden zu können. Das Management Rodoredas wurde heftig kritisiert. Er trat entsprechend 1896 von seiner Position zurück. Der zweite Leiter dieser Schule, Antoni Nicolau, erneuerte ab 1896 die musikpädagogischen Ansätze. 1911 wurde der Posten des stellvertretenden Direktors eingeführt. Diese Stelle erhielt Enric Morera bis 1935. Morera war bei den Studenten sehr beliebt. Später bekannte Komponisten wie Xavier Montsalvatge und Jaume Pahissa haben an seinen Kompositionsklassen teilgenommen. Zu den herausragenden Lehrern dieser Zeit gehörten der Klavierlehrer Joaquim Canals, der Vater der Pianistin Maria Canals und die Cello-Professoren Bernardí Gálvez und Josep Soler.
Der neue Direktor Lluís Millet (1930–1939), der sich bei der Besetzung des Direktorenpostens mit Hilfe des Barcoloneser Stadtrates gegen den „natürlichen“ Nachfolger Morera durchsetzen konnte, war wegen seiner konservativen, dem Stadtrat von Barcelona entgegenkommenden Positionen bei den Studenten hoch umstritten. Tomàs Buxó und Eduard Toldrà waren bekannte Lehrer der Nachkriegszeit. Ab 1939 wurde die Musikschule von Joan Baptista Lambert geleitet. Er erkämpfte für die Musikschule mehr Stellen, mehr Professoren und mehr angebotene Fächer. In seine Amtszeit fiel 1944 die Umfunktionierung der Musikschule zum städtischen Konservatorium. 1945, nach dem Tod von Lambert wurde Joaquim Zamacois bis 1965 Direktor. Er führte eine wissenschaftliche Systematisierung der theoretischen Fächer ein. Im Jahr 1946 wurde der Lehrstuhl für Alte Musik geschaffen, der von Joan Gibert i Camins besetzt wurde. Er führte regelmäßige öffentliche Konzerte der fortgeschrittenen Studenten ein. Zamacois förderte den Kontakt mit anderen europäischen Konservatorien. Zudem fanden Vorträge und Kurse bedeutender Persönlichkeiten wie dem Organisten und Musikwissenschaftler Francesc Baldelló, dem Pianisten und Komponisten Luigi Dallapiccola oder dem Gitarristen Narciso Yepes während Zamacois Zeit als Direktor statt.
Der 1952 zum stellvertretenden Direktor bestimmte J. Pich i Santasusana leitete von 1964 bis 1977 die Amtsgeschäfte. Er versuchte das Konservatorium zu stabilisieren und in die Universität Barcelona einzugliedern, da es auf absehbare Zeit die einzige öffentliche Institution der Musikerziehung in der Stadt blieb. Er gliederte die Anfängerkurse ob des massiven Studentenandranges an andere Orte aus. Seine Schwerpunkte setzte er bei der Interpretation seitens der Musikstudenten. Er setzte sich für die Errichtung eines Auditoriums ein, das dann unter seinem Nachfolger errichtet wurde. Aufnahmeprüfungen für das Konservatorium konnte er gegenüber dem Stadtrat nicht durchsetzen. Xavier Turull wurde 1977 zum Direktor gewählt. Unter ihm wurde eine gewisse Sicherheit und Stabilität für den Betrieb der Institution erreicht. Er unternahm erste ernsthafte Schritte, eine wissenschaftliche Bibliothek aufzubauen. 1982 trat er wegen Konflikten mit dem Stadtrat zurück. Die stellvertretende Direktorin Maria Cateura leitete 1982 bis 1983 interimsweise das Konservatorium bis am 25. Januar 1983 Marçal Gols zum neuen Direktor ernannt wurde. Er stieß größere Reformen an und führte unpopuläre Zulassungsbeschränkungen in den Instrumentenfächern ein. Nicht jeder verstand diese Reformen und so führte seine Amtszeit zu einer Entfremdung von Lehrern und Studenten zu der Leitung. Dies führte 1988 zu seinem Abgang. Pilar Figueras i Bellot, Francesca Ruiz (1988–1997) und Carme Vilà (seit 1997) folgten auf ihn.
Seit 2008 richtete das Konservatorium im Rahmen der Öffnung der Musikausbildung für größere Teile der Gesellschaft neben den Fachstudiengängen eine Open University ein, die unter Beteiligung der Studenten realisiert wurde. In diesem Kontext stehen u. a. das Projekt radioconservatori.cat und verschiedene Veranstaltungsreihen in Barcelona vor Ort. Diese Aktivitäten wurden durch Investitionen in das Gebäude, beispielsweise den umfassenden Umbau des Auditoriums Eduard Toldrà, unterstützt. Das Konservatorium bietet somit eine musikalische Grund- und Fachausbildungen und offene musikalische Aktivitäten.
Bekannte Absolventen des Konservatoriums sind der Pianist Antoni Besses, der Musikpädagoge und Sardanakomponist Vicenç Acuña, der Komponist Xavier Boliart, der Dirigent und Komponist Salvador Brotons, der Komponist Xavier Montsalvatge, der Orchesterleiter Antoni Ros-Marbà, der Pianist Albert Guinovart und der Komponist Manuel Oltra.

## Direktoren des Konservatoriums
- Josep Rodoreda (1886–1896)
- Antoni Nicolau (1896–1930)
- Lluís Millet (1930–1939)
- Joan Baptista Lambert (1939–1945)
- Joaquim Zamacois (1945–1965)
- Joan Pich i Santasusana (1964–1977)
- Xavier Turull (1977–1982)
- Maria Cateura (1982–1983)
- Marçal Gols i Cavagliari (1983–1988)
- Pilar Figueras i Bellot (1988)
- Francesca Ruiz (1988–1997)
- Carme Vilà (1997–2001)